# Beau Biden
Joseph Robinette "Beau" Biden III, född 3 februari 1969 i Wilmington, Delaware, död 30 maj 2015 i Bethesda, Maryland, var en amerikansk jurist, militär och demokratisk politiker. Han var son till Joe Biden och dennes första fru Neilia Hunter, och överlevde tillsammans med brodern Hunter Biden den bilolycka 1972 där hans mor Neilia och syster Naomi omkom. 
Han studerade vid University of Pennsylvania och liksom sin far avlade han därefter en juristexamen (J.D.) vid Syracuse University. Därefter arbetade han huvudsakligen i Philadelphia för USA:s justitiedepartement från 1995 till 2004, sedermera för den federala åklagarmyndigheten, innan han blev delägare i en advokatfirma. Från 2007 till 2015 var han attorney general, justitieminister, i delstaten Delaware. Biden var även major vid Delaware Army National Guard och tjänstgjorde i Irak från 2008 till 2009, då han delegerade de flesta av attorney general-ämbetets sysslor till sin ställföreträdare. Han avled i maj 2015 av en hjärntumör.
Beau Biden gifte sig med Hallie Olivere år 2002. De fick två barn tillsammans, Natalie Naomi Biden och Robert Hunter Biden II.